# 21703 Шраванімікк
21703 Шраванімікк (21703 Shravanimikk) — астероїд головного поясу, відкритий 7 вересня 1999 року.
Тіссеранів параметр щодо Юпітера — 3,612.